# Combibaan Scholtenhagen
De Combibaan Scholtenhagen is een skeeler- en ijsbaan in Haaksbergen in de provincie Overijssel. De baan is geopend in 2009 en ligt op 25 meter boven zeeniveau. In de zomer wordt de baan gebruikt om te skeeleren en in de winter wordt bij voldoende vorst de baan geprepareerd tot natuurijsbaan.

## Wedstrijden
- 2010 - Twents kampioenschap op natuurijs
- 2006/07 - Eerste marathon op natuurijs
- 2007/08 - Eerste marathon op natuurijs
- 2008/09 - Eerste marathon op natuurijs
- 2009/10 - Eerste marathon op natuurijs
- 2015/16 - Eerste marathon op natuurijs